# 皮爾瓦山 (蒂斯科區)
15°02′36″S 71°26′33″W / 15.04333°S 71.44250°W
皮爾瓦山（Pirwa），是秘魯的山峰，位於該國南部阿雷基帕大區，由卡伊尤馬省的蒂斯科區負責管轄，屬於安地斯山脈的一部分，海拔高度5,000米。